# 荞麦叶大百合
荞麦叶大百合（学名：Cardiocrinum cathayanum）为百合科大百合属下的一个种。

## 扩展阅读
- 維基物種上的相關：荞麦叶大百合